# Delta Leonis
Delta Leonis (δ Leonis, viết tắt Delta Leo, δ Leo), cũng tên là Zosma, là một ngôi sao ở chòm sao hoàng đạo Sư tử. Dựa trên các phép đo thị sai, nó nằm ở khoảng cách xấp xỉ 58,4 năm ánh sáng (17,9 parsec) tính từ Mặt Trời.

## Thuộc tính
δ Leonis là một ngôi sao dãy chính với phân loại sao A4 V, ý nghĩa nó là lớn hơn và nóng hơn cả Mặt Trời. có nghĩa là nó lớn hơn và nóng hơn Mặt Trời. Nó là một ngôi sao được nghiên cứu khá kỹ lưỡng, cho phép các phép đo tương đối chính xác về độ tuổi và kích thước của nó. Bán kính của ngôi sao, được đo trực tiếp bằng giao thoa kế, lớn khoảng bằng 214% bán kính của Mặt trời và nó phát ra độ sáng nhiều hơn 15 lần so với Mặt trời. Năng lượng được phát ra từ vỏ bọc bên ngoài với nhiệt độ thực tế là 8,296 K, cho nó màu trắng đặc trưng của một ngôi sao loại A. Do có một khối lượng lớn hơn Mặt trời nên nó sẽ có tuổi thọ ngắn hơn, và trong 600 triệu năm nữa nó sẽ phình ra thành một ngôi sao khổng lồ màu cam hoặc đỏ trước khi lặng lẽ phân rã thành một ngôi sao lùn trắng.
Sao này quay nhanh với vận tốc quay nghiên cứu được là 180 km s−1. Độ nghiêng quỹ đạo của trục quay đến đường ngắm từ Trái Đất được ước tính là 38.1°.